# 全羅道
全羅道（チョルラド、ぜんらどう）は、李氏朝鮮の行政区分朝鮮八道の一つ。名前の由来は、現在全北特別自治道に属する全州と、全羅南道に属する羅州の頭文字。一時、全南道、全光道と呼ばれたこともある。また別名で、湖南（ホナム）と呼ばれる。
現在の韓国の行政区分で、全北特別自治道・全羅南道・光州広域市・済州特別自治道に相当するが、全羅道地方という場合は、通常、上記から済州特別自治道を除いた全北特別自治道・全羅南道・光州広域市の1広域市1道1特別自治道を指す。

## 高麗時代
「高麗史地理志」による道内地方区分によると、全羅道は2牧2府18郡82県で構成されていた。
| 州・郡および州県 | 別号      | 現在の地名                  | 属県   | 別号       | 現在の地名   |
| ---------------- | --------- | --------------------------- | ------ | ---------- | ------------ |
| 全州牧           | 莞山 甄城 | 全北特別自治道全州市        | 金馬郡 | -          | 益山市金馬面 |
| 全州牧           | 莞山 甄城 | 全北特別自治道全州市        | 朗山県 | -          | 益山市朗山面 |
| 全州牧           | 莞山 甄城 | 全北特別自治道全州市        | 沃野県 | -          | 益山市慕県洞 |
| 全州牧           | 莞山 甄城 | 全北特別自治道全州市        | 鎮安県 | -          | 鎮安郡鎮安邑 |
| 全州牧           | 莞山 甄城 | 全北特別自治道全州市        | 紆州県 | -          | 完州郡鳳東邑 |
| 全州牧           | 莞山 甄城 | 全北特別自治道全州市        | 高山県 | -          | 完州郡高山面 |
| 全州牧           | 莞山 甄城 | 全北特別自治道全州市        | 雲梯県 | -          | 完州郡華山面 |
| 全州牧           | 莞山 甄城 | 全北特別自治道全州市        | 馬霊県 | -          | 鎮安郡馬霊面 |
| 全州牧           | 莞山 甄城 | 全北特別自治道全州市        | 礪良県 | -          | 益山市礪山面 |
| 全州牧           | 莞山 甄城 | 全北特別自治道全州市        | 利城県 | -          | 金堤市孔徳面 |
| 全州牧           | 莞山 甄城 | 全北特別自治道全州市        | 伊城県 | -          | 完州郡伊西面 |
| 全州牧           | 莞山 甄城 | 全北特別自治道全州市        | 咸悦県 | 咸羅       | 益山市咸羅面 |
| 南原府           | 龍城      | 全北特別自治道南原市        | 任実郡 | -          | 任実郡任実邑 |
| 南原府           | 龍城      | 全北特別自治道南原市        | 淳昌郡 | 玉川、烏山 | 淳昌郡淳昌邑 |
| 南原府           | 龍城      | 全北特別自治道南原市        | 長渓県 | -          | 長水郡長渓面 |
| 南原府           | 龍城      | 全北特別自治道南原市        | 赤城県 | -          | 淳昌郡赤城面 |
| 南原府           | 龍城      | 全北特別自治道南原市        | 居寧県 | -          | 長水郡蟠岩面 |
| 南原府           | 龍城      | 全北特別自治道南原市        | 九皐県 | -          | 任実郡青雄面 |
| 南原府           | 龍城      | 全北特別自治道南原市        | 長水県 | -          | 長水郡長水邑 |
| 南原府           | 龍城      | 全北特別自治道南原市        | 雲峯県 | -          | 南原市雲峯面 |
| 南原府           | 龍城      | 全北特別自治道南原市        | 求礼県 | -          | 求礼郡求礼邑 |
| 古阜郡           | -         | 全北特別自治道 井邑市古阜面 | 保安県 | 浪州       | 扶安郡保安面 |
| 古阜郡           | -         | 全北特別自治道 井邑市古阜面 | 扶寧県 | -          | 扶安郡扶安邑 |
| 古阜郡           | -         | 全北特別自治道 井邑市古阜面 | 井邑県 | -          | 井邑市       |
| 古阜郡           | -         | 全北特別自治道 井邑市古阜面 | 大山郡 | -          | 井邑市七宝面 |
| 古阜郡           | -         | 全北特別自治道 井邑市古阜面 | 仁義県 | -          | 井邑市浄雨面 |
| 古阜郡           | -         | 全北特別自治道 井邑市古阜面 | 尚質県 | -          | 高敞郡興徳面 |
| 古阜郡           | -         | 全北特別自治道 井邑市古阜面 | 高敞県 | -          | 高敞郡高敞邑 |
| 臨陂県           | 鷲城      | 全北特別自治道 群山市臨陂面 | 澮尾県 | -          | 群山市澮県面 |
| 臨陂県           | 鷲城      | 全北特別自治道 群山市臨陂面 | 富潤県 | -          | 金堤市聖徳面 |
| 臨陂県           | 鷲城      | 全北特別自治道 群山市臨陂面 | 沃溝県 | -          | 群山市沃溝邑 |
| 臨陂県           | 鷲城      | 全北特別自治道 群山市臨陂面 | 萬頃県 | -          | 金堤市萬頃邑 |
| 進礼県           | -         | 全羅南道錦山郡              | 富利県 | -          | 錦山郡富利面 |
| 進礼県           | -         | 全羅南道錦山郡              | 清渠県 | 玉川       | 鎮安郡龍潭面 |
| 進礼県           | -         | 全羅南道錦山郡              | 朱渓県 | -          | 茂朱郡茂朱邑 |
| 進礼県           | -         | 全羅南道錦山郡              | 茂豊県 | -          | 茂朱郡茂豊面 |
| 進礼県           | -         | 全羅南道錦山郡              | 珍同県 | 玉渓       | 錦山郡珍山面 |
| 金堤県           | -         | 全北特別自治道金堤市        | 平皐県 | -          | 金堤市龍池面 |
| 金溝県           | 鳳山      | 金堤市金溝面                | 巨野県 | -          | 金堤市金山面 |
| 羅州牧           | 通義 錦城 | 全羅南道羅州市              | 務安郡 | -          | 務安郡務安邑 |
| 羅州牧           | 通義 錦城 | 全羅南道羅州市              | 潭陽郡 | -          | 潭陽郡潭陽邑 |
| 羅州牧           | 通義 錦城 | 全羅南道羅州市              | 谷城郡 | 浴川       | 谷城郡谷城邑 |
| 羅州牧           | 通義 錦城 | 全羅南道羅州市              | 楽安郡 | -          | 宝城郡筏橋邑 |
| 羅州牧           | 通義 錦城 | 全羅南道羅州市              | 南平郡 | -          | 羅州市南平邑 |
| 羅州牧           | 通義 錦城 | 全羅南道羅州市              | 鉄冶県 | -          | 羅州市鳳凰面 |
| 羅州牧           | 通義 錦城 | 全羅南道羅州市              | 会津県 | -          | 羅州市多侍面 |
| 羅州牧           | 通義 錦城 | 全羅南道羅州市              | 潘南県 | -          | 羅州市潘南面 |
| 羅州牧           | 通義 錦城 | 全羅南道羅州市              | 安老県 | -          | 霊岩郡金井面 |
| 羅州牧           | 通義 錦城 | 全羅南道羅州市              | 伏龍県 | -          | 光山区伏龍洞 |
| 羅州牧           | 通義 錦城 | 全羅南道羅州市              | 原栗県 | -          | 潭陽郡金城面 |
| 羅州牧           | 通義 錦城 | 全羅南道羅州市              | 餘艎県 | -          | 光山区本良洞 |
| 羅州牧           | 通義 錦城 | 全羅南道羅州市              | 昌平県 | -          | 潭陽郡古西面 |
| 羅州牧           | 通義 錦城 | 全羅南道羅州市              | 長山県 | -          | 新安郡長山面 |
| 羅州牧           | 通義 錦城 | 全羅南道羅州市              | 珍原県 | -          | 長城郡珍原面 |
| 羅州牧           | 通義 錦城 | 全羅南道羅州市              | 和順県 | -          | 和順郡和順邑 |
| 長興府           | 定州 冠山 | 全羅南道 長興郡冠山邑       | 遂寧県 | -          | 長興郡長興邑 |
| 長興府           | 定州 冠山 | 全羅南道 長興郡冠山邑       | 会寧県 | -          | 宝城郡会泉面 |
| 長興府           | 定州 冠山 | 全羅南道 長興郡冠山邑       | 長澤県 | -          | 長興郡長平面 |
| 長興府           | 定州 冠山 | 全羅南道 長興郡冠山邑       | 耽津県 | 鼈山       | 康津郡康津邑 |
| 霊光郡           | 箕城      | 全羅南道霊光郡              | 壓海郡 | -          | 新安郡壓海邑 |
| 霊光郡           | 箕城      | 全羅南道霊光郡              | 長城郡 | -          | 長城郡北一面 |
| 霊光郡           | 箕城      | 全羅南道霊光郡              | 森渓県 | -          | 長城郡森渓面 |
| 霊光郡           | 箕城      | 全羅南道霊光郡              | 陸昌県 | -          | 霊光郡郡南面 |
| 霊光郡           | 箕城      | 全羅南道霊光郡              | 海際県 | -          | 務安郡海際面 |
| 霊光郡           | 箕城      | 全羅南道霊光郡              | 牟平県 | 牟陽       | 咸平郡海保面 |
| 霊光郡           | 箕城      | 全羅南道霊光郡              | 咸豊県 | 箕城       | 咸平郡咸平邑 |
| 霊光郡           | 箕城      | 全羅南道霊光郡              | 臨淄県 | -          | 新安郡荏子面 |
| 霊光郡           | 箕城      | 全羅南道霊光郡              | 長沙県 | -          | 高敞郡上下面 |
| 霊光郡           | 箕城      | 全羅南道霊光郡              | 茂松県 | -          | 高敞郡星松面 |
| 霊岩郡           | -         | 全羅南道霊岩郡              | 黄原郡 | -          | 海南郡黄山面 |
| 霊岩郡           | -         | 全羅南道霊岩郡              | 道康郡 | 金陵       | 康津郡兵営面 |
| 霊岩郡           | -         | 全羅南道霊岩郡              | 昆湄県 | -          | 霊岩郡鶴山面 |
| 霊岩郡           | -         | 全羅南道霊岩郡              | 海南県 | -          | 海南郡県山面 |
| 霊岩郡           | -         | 全羅南道霊岩郡              | 竹山県 | -          | 海南郡馬山面 |
| 宝城郡           | 山陽      | 全羅南道宝城郡              | 同福県 | -          | 和順郡同福面 |
| 宝城郡           | 山陽      | 全羅南道宝城郡              | 福城県 | -          | 宝城郡福内面 |
| 宝城郡           | 山陽      | 全羅南道宝城郡              | 兆陽県 | -          | 宝城郡鳥城面 |
| 宝城郡           | 山陽      | 全羅南道宝城郡              | 南陽県 | -          | 高興郡南陽面 |
| 宝城郡           | 山陽      | 全羅南道宝城郡              | 玉果県 | -          | 谷城郡玉果面 |
| 宝城郡           | 山陽      | 全羅南道宝城郡              | 泰江県 | -          | 高興郡東江面 |
| 宝城郡           | 山陽      | 全羅南道宝城郡              | 荳原県 | -          | 高興郡荳原面 |
| 昇平郡           | -         | 全羅南道順天市              | 富有県 | -          | 順天市住巌面 |
| 昇平郡           | -         | 全羅南道順天市              | 突山県 | -          | 麗水市突山邑 |
| 昇平郡           | -         | 全羅南道順天市              | 麗水県 | -          | 麗水市       |
| 昇平郡           | -         | 全羅南道順天市              | 光陽県 | -          | 光陽市光陽邑 |
| 海陽県           | 光山 翼陽 | 光州広域市                  | -      | -          | -            |
| 珍島県           | -         | 全羅南道珍島郡              | 嘉興県 | -          | 珍島郡郡内面 |
| 珍島県           | -         | 全羅南道珍島郡              | 臨淮県 | -          | 珍島郡臨淮面 |
| 綾城県           | -         | 和順郡綾州面                | -      | -          | -            |
| 耽羅県           | -         | 済州特別自治道              | -      | -          | -            |

## 李氏朝鮮時代
李氏朝鮮時代の「経国大典」によると道内地方区分は以下の通りである。

### 府（長官：府尹）
- 全州府

### 牧（長官：牧使）
- 羅州牧、済州牧、光州牧

### 都護府（長官：都護府使）
- 南原都護府、長興都護府、順天都護府、潭陽都護府

### 郡（長官：郡守）
- 宝城郡、益山郡、古阜郡、霊巖郡、霊光郡、珍島郡、楽安郡、淳昌郡、錦山郡、珍山郡、金堤郡、礪山郡

### 県（長官：県令）
- 昌平県、龍潭県、臨陂県、萬頃県、金溝県、綾城県

### 県（長官：県監）
- 光陽県、龍安県、咸悦県、扶安県、咸平県、康津県、玉果県、高山県、泰仁県、沃溝県、南平県、興徳県、井邑県、高敞県、茂長県、務安県、求礼県、谷城県、長城県、珍原県、雲峯県、任実県、長水県、鎮安県、茂朱県、同福県、和順県、興陽県、海南県、大静県、旌義県

## 出身有名人
- 崔鳴吉（政治家・学者）
- 丁克仁（文学者）
- 鄭斗源（政治家）
- 金大中（政治家）
- 姜沆（学者）
- 鄭允浩（歌手(東方神起)、作詞家、作曲家、編曲家、俳優）
- J-HOPE （歌手(BTS(防弾少年団))、ダンサー、ラッパー、作曲家）
- 宣銅烈（元プロ野球選手、野球指導者）

## 政治風土
高麗初代国王の王建は高麗王朝の安泰のためとして、十ヵ条の遺訓（訓要十条）を残した。第八条にて、高麗に最後まで抵抗した後百済のあった全羅道地域に対して、「姦巧な言語をもって権勢を弄し、政事を混乱させ、災変を起こすので、たとえ良民といえども、それに相応する位に登用してはならない」とした。後百済滅亡の際に、父の甄萱に子の神剣王が反逆した末路を念頭にしているが、反逆の地域であるとして政事に全羅道出身者は参加させないという差別意識がここから生まれ、他道出身者からの裏切り者の地という差別意識は後世に影響を及ぼした。
韓国独立後、朴正熙政権下の1970年代（第三共和国時代末期以降）に慶尚道との対立が発生した結果、1990年代以降（第六共和国時代）の全羅道は投票者の8割前後が左派政党に投票する強固な左派の地盤となっている。これは、全羅道出身の有力政治家である金大中と慶尚道出身の歴代大統領が対立したこと、全羅道の開発を先送りにされ、中央官庁で全羅道出身者が冷遇された事、1980年に光州事件が発生したことで慶尚道出身者が主流を占める保守政党への反発が大きくなった為であり、第六共和国で実施された国政選挙において金大中が結成した平和民主党の流れを汲む政党（現在は共に民主党）が地域内で第一党の地位を占めている。大統領選挙も同様であり、現行の選挙制度となった1987年5月の大統領選挙以降、全羅北道・全羅南道・光州広域市いずれも金大中か平和民主党の流れを汲む政党の候補者が最大得票者となっている。2019年4月5日の世論調査でも、全羅道のみが69％と飛び抜けて文在寅政権の支持率が高く、他の地方ではいずれも不支持率のほうが多かった。